# Ranald MacDougall
Pour les articles homonymes, voir MacDougall.
Ranald MacDougall est un scénariste, réalisateur et producteur américain né le 10 mars 1915 à Schenectady, New York (États-Unis), décédé le 12 décembre 1973 à Los Angeles (États-Unis).

## Filmographie

### Scénariste
- 1945 : Aventures en Birmanie (Objective, Burma!)
- 1945 : Le Roman de Mildred Pierce (Mildred Pierce)
- 1947 : La Possédée (Possessed)
- 1947 : Le crime était presque parfait (The Unsuspected)
- 1948 : La Mariée du dimanche (June bride)
- 1948 : The Decision of Christopher Blake
- 1949 : Le Dernier Voyage (The Hasty Heart)
- 1950 : Le Grand Alibi (Stage Fright)
- 1950 : Le Roi du tabac (Bright Leaf)
- 1950 : Trafic en haute mer (The Breaking Point)
- 1951 : Monsieur Belvédère fait sa cure (Mr. Belvedere Rings the Bell) de Henry Koster
- 1951 : The House in the Square
- 1954 : Quand la marabunta gronde (The Naked Jungle)
- 1954 : Le Secret des Incas (Secret of the Incas)
- 1955 : La Cuisine des anges (We're No Angels)
- 1955 : Une femme diabolique (Queen bee)
- 1956 : La Neige en deuil (The Mountain)
- 1957 : Man on Fire
- 1959 : Le Monde, la chair et le diable (The World, the Flesh and the Devil)
- 1961 : Volupté (Go Naked in the World)
- 1963 : Cléopâtre (Cleopatra)
- 1966 : Fame Is the Name of the Game (TV)
- 1968 : Le Dernier train du Katanga (The Mercenaries)
- 1968 : Les Complices (Jigsaw) de James Goldstone
- 1970 : Cockeyed Cowboys of Calico County (en)
- 1972 : Magic Carpet (TV)
- 1973 : Opération Hong Kong (en) (That Man Bolt)

### Réalisateur
- 1955 : Une femme diabolique (Queen bee)
- 1957 : Man on Fire
- 1959 : Le Monde, la chair et le diable (The World, the Flesh and the Devil)
- 1960 : Les Rats de caves (The Subterraneans)
- 1961 : Volupté (Go Naked in the World)
- 1970 : Cockeyed Cowboys of Calico County (en)

### Producteur
- 1948 : The Decision of Christopher Blake
- 1966 : Fame Is the Name of the Game (TV)
- 1968 : Jigsaw
- 1970 : Cockeyed Cowboys of Calico County (en)
- 1972 : Magic Carpet (TV)